# Chi Lanh

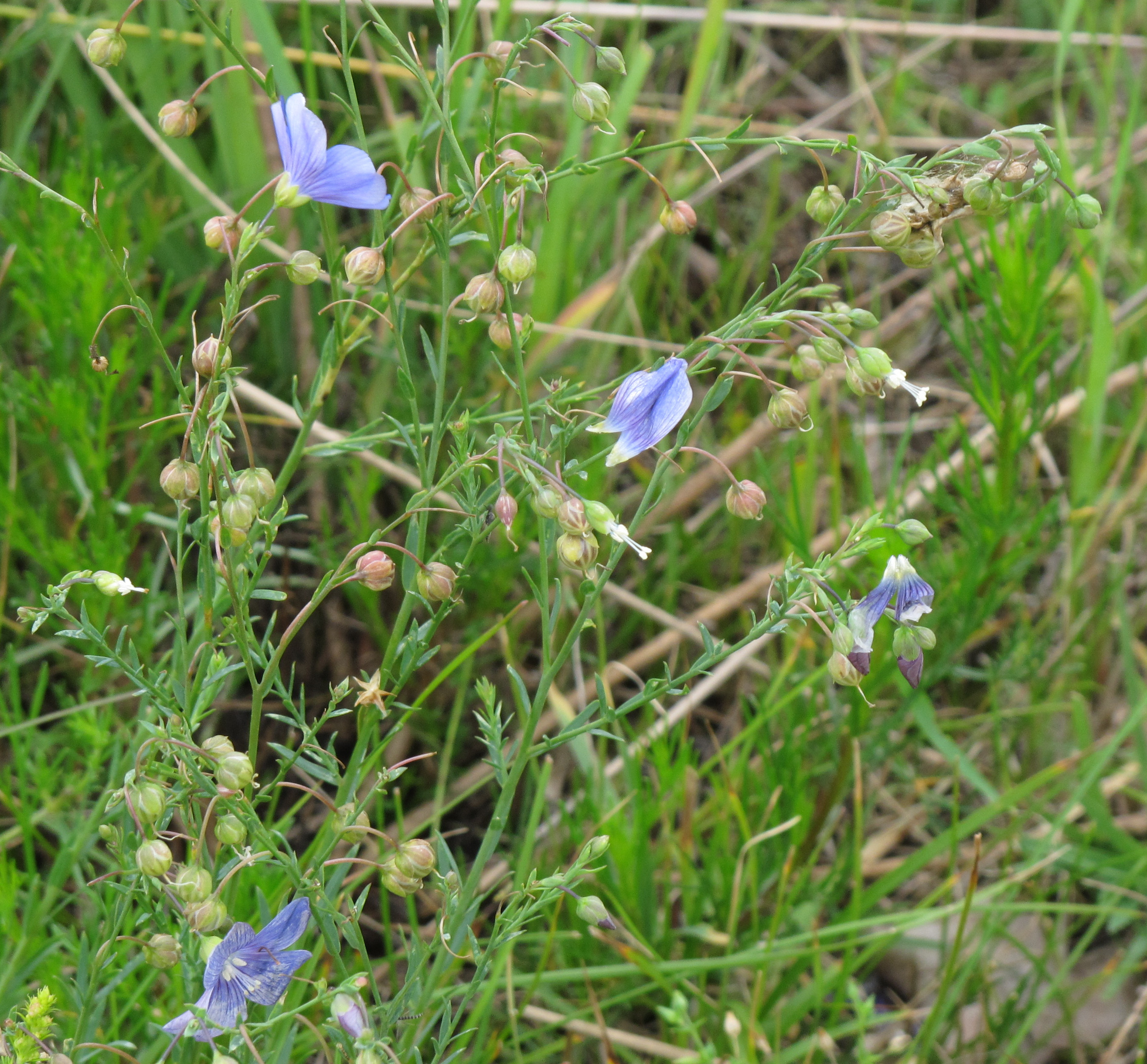
Linum austriacum

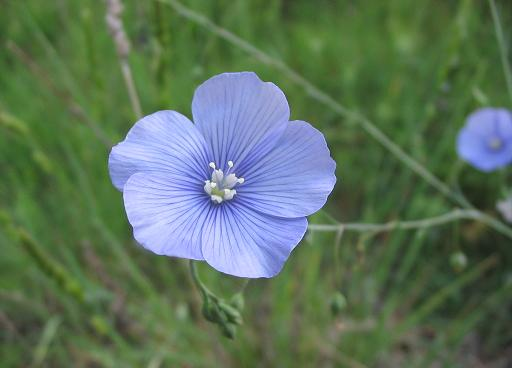
Linum narbonense

Chi Lanh (danh pháp khoa học: Linum) là một chi thực vật có hoa trong họ Linaceae. Chi này có khoảng 200 loài. Chúng là loài bản địa ở các vùng ôn đới và cận nhiệt đới trên thế giới. Chi này bao gồm cây lanh (L. usitatissimum). Hoa các loài trong chi có màu vàng hoặc xanh, hiếm khi có màu đỏ, trắng hay hồng. Mỗi quả bông có trung bình từ 6 đến 10 hạt giống.

## Loài
Chi Linum gồm các loài:
- Linum acuticarpum
- Linum adustum
- Linum aethiopicum
- Linum africanum
- Linum alatum
- Linum alpinum
- Linum altaicum
- Linum amurense
- Linum arboreum
- Linum arenicola
- Linum aristatum
- Linum aroanium
- Linum australe
- Linum austriacum - Lanh châu Á
- Linum bahamense
- Linum baicalense
- Linum berlandieri
- Linum betsiliense
- Linum bienne (đồng nghĩa: L. angustifolium)
- Linum bootii
- Linum brevifolium
- Linum brevistylum
- Linum burkartii
- Linum campanulatum
- Linum capitatum
- Linum carneum
- Linum carteri
- Linum catharticum
- Linum chamissonis
- Linum compactum - Lanh Wyoming
- Linum comptonii
- Linum corymbulosum
- Linum cratericola
- Linum cremnophilum
- Linum cruciatum
- Linum decumbens
- Linum densiflorum
- Linum dolomiticum
- Linum elegans
- Linum elongatum
- Linum emirnense
- Linum erigeroides
- Linum ertugrulii
- Linum esterhuysenae
- Linum extraaxillare
- Linum filiforme
- Linum flagellare
- Linum flavum - Lanh vàng
- Linum floridanum
- Linum gracile
- Linum grandiflorum
- Linum guatemalense
- Linum gypsogenium
- Linum harlingii
- Linum heterosepalum
- Linum heterostylum
- Linum hirsutum
- Linum hologynum
- Linum hudsonioides - Lanh Texas
- Linum hypericifolium
- Linum imbricatum
- Linum intercursum
- Linum junceum
- Linum keniense
- Linum kingii
- Linum komarovii
- Linum lasiocarpum
- Linum leonii
- Linum leucanthum
- Linum lewisii
- Linum linearifolium
- Linum littorale
- Linum longipes
- Linum lundellii
- Linum macrocarpum
- Linum macrorhizum
- Linum maritimum
- Linum marojejyense
- Linum mcvaughii
- Linum medium
- Linum mexcicanum
- Linum modestum
- Linum mucronatum
- Linum narbonense - Lanh xanh
- Linum nelsonii
- Linum neomexicanum
- Linum nervosum
- Linum nodiflorum
- Linum olgae
- Linum orizabae
- Linum pallasianum
- Linum pallescens
- Linum perenne
- Linum polygaloides
- Linum pratense
- Linum pringlei
- Linum prostratum
- Linum puberulum
- Linum pubescens
- Linum punctatum
- Linum pungens
- Linum quadrifolium
- Linum ramosissimum
- Linum rigidum
- Linum rupestre
- Linum rzedowskii
- Linum scabrellum
- Linum schiedeanum
- Linum scoparium
- Linum seljukorum
- Linum setaceum
- Linum smithii
- Linum stelleroides
- Linum striatum
- Linum strictum
- Linum subbiflorum
- Linum subteres
- Linum suffruticosum
- Linum sulcatum
- Linum tauricum
- Linum tenellum
- Linum tenue
- Linum tenuifolium
- Linum thesioides
- Linum thracium
- Linum thunbergii
- Linum trigynum - Lanh Pháp
- Linum turcomanicum
- Linum ucranicum
- Linum uninerve
- Linum usitatissimum - Cây lanh
- Linum vernale
- Linum verruciferum
- Linum villosum
- Linum violascens
- Linum virginianum
- Linum virgultorum
- Linum viscosum
- Linum volkensii
- Linum vuralianum
- Linum westii

## Hình ảnh

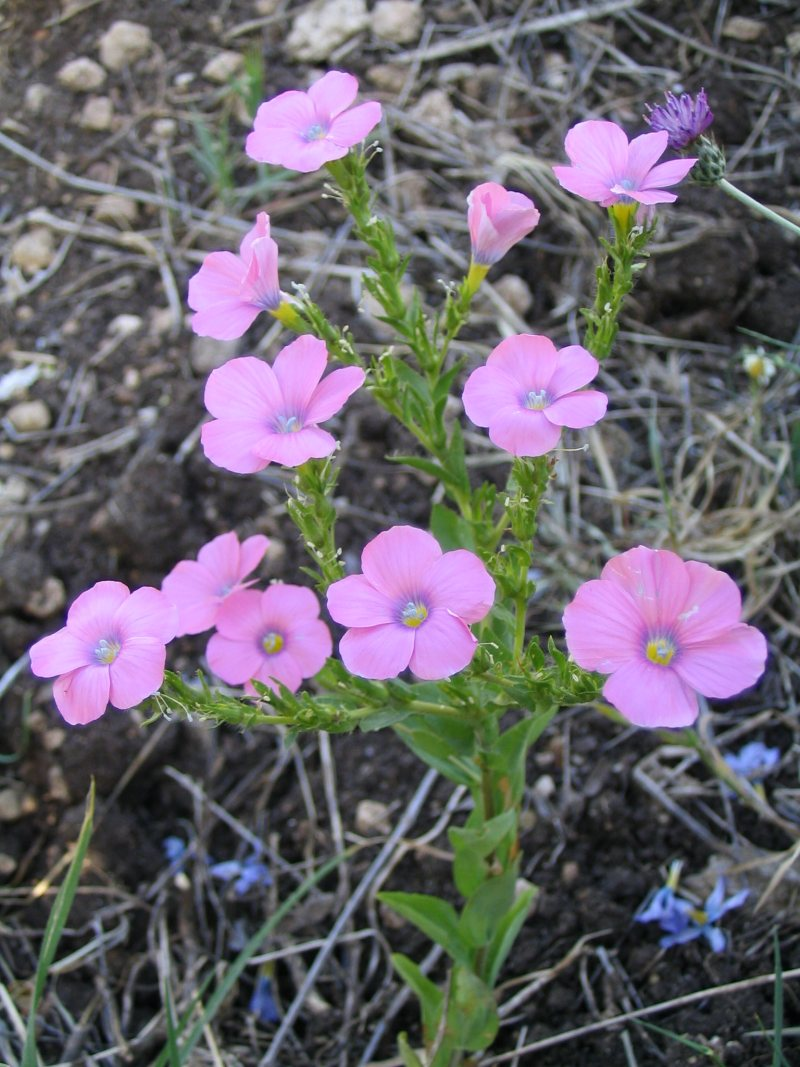
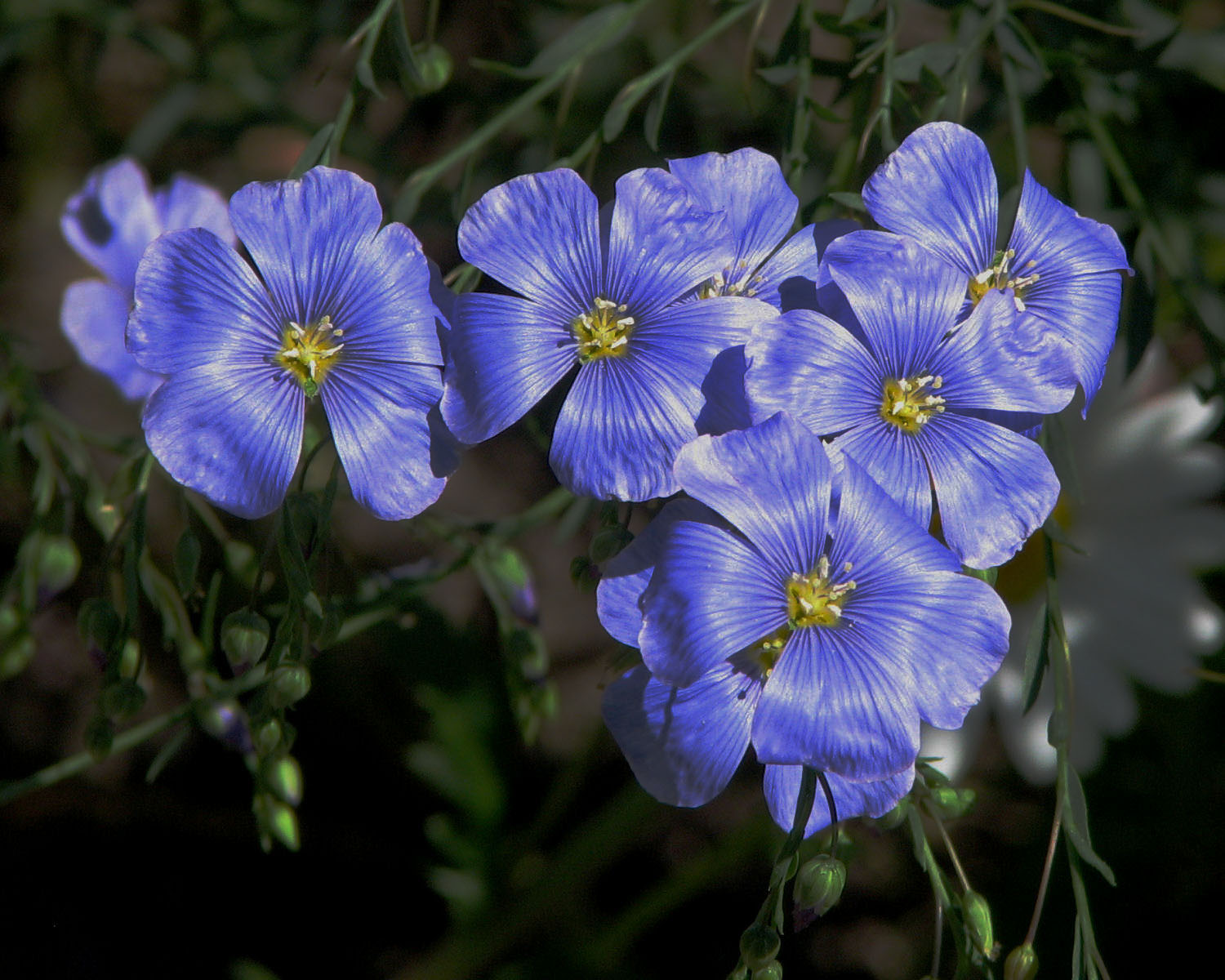
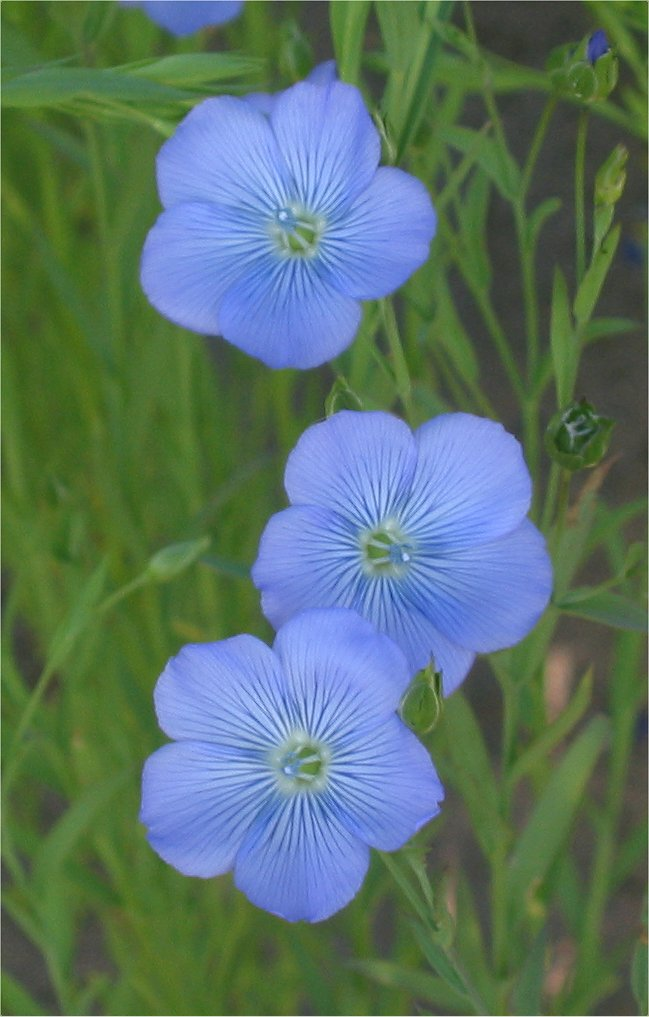
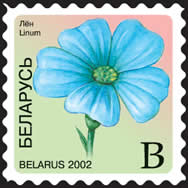